# 에이지 (음악 그룹)
에이지는 대한민국의 3인조 음악 그룹이다. 2009년 싱글 앨범 [Az`s Awake]로 데뷔했다.

## 음반
- Az's Awake (2009)
- 다함께 차차차 OST (2009)
- 다함께 차차차 OST (Deluxe Edition) (2009)
- 미쳐간다 (2010)
- 키다리 아저씨 (2010)